# Bảng tổng sắp huy chương Thế vận hội Người khuyết tật Mùa đông 2022
Bảng tổng sắp huy chương Thế vận hội Người khuyết tật Mùa đông 2022 là danh sách xếp hạng các Ủy ban Paralympic quốc gia tham dự theo số huy chương giành được tại Thế vận hội Người khuyết tật Mùa đông 2022, được tổ chức tại Bắc Kinh, Trung Quốc, từ ngày 4–13 tháng 3 năm 2022.
Sau sự kiện Nga tấn công Ukraina, các vận động viên của Belarus và Nga buộc phải thi đấu dưới một lá cờ trung lập và không được phép xuất hiện trong bảng tổng sắp huy chương. Tuy nhiên, sau những lời đe dọa tẩy chay của nhiều phái đoàn, IPC đã ban hành lệnh cấm toàn diện đối với các vận động viên Nga và Belarus, và trục xuất họ khỏi kỳ Thế vận hội lần này.
Sẽ có 78 nội dung thi đấu trải đều trên 6 môn thể thao khác nhau.
Đã có tổng cộng 19 quốc gia giành được huy chương, còn lại 27 quốc gia không có huy chương nào. Chủ nhà Trung Quốc có lần đầu tiên trong lịch sử đứng đầu bảng tổng sắp tại Thế vận hội Người khuyết tật Mùa đông với tổng số 61 huy chương, trong đó có 18 huy chương vàng. Vận động viên trượt tuyết đổ đèo Jesper Pedersen của đoàn Na Uy chính là vận động viên thành công nhất tại kỳ hội lần này khi một mình anh đã giành được đến 4 huy chương vàng, trong khi đó vận động viên hai môn phối hợp và trượt tuyết băng đồng Oksana Masters của đoàn Hoa Kỳ là vận động viên giàu thành tích hơn cả khi cô giành được tổng cộng 7 huy chương, bao gồm 3 vàng và 4 bạc.

## Bảng huy chương
Bảng huy chương dựa trên thông tin do Ủy ban Paralympic Quốc tế (IPC) cung cấp và phù hợp với quy ước IPC trong các bảng huy chương đã công bố của mình. Theo mặc định, bảng được sắp xếp theo số huy chương vàng mà các vận động viên từ một quốc gia đã giành được, trong đó quốc gia là một thực thể được đại diện bởi Ủy ban Paralympic quốc gia (NPC) tương ứng. Số huy chương bạc được xét tiếp theo, sau đó là số huy chương đồng. Nếu sau đó vẫn hòa, thì các quốc gia chia sẻ thứ hạng hòa và được liệt kê theo thứ tự bảng chữ cái dựa trên mã NPC của họ.
| Hạng                | NPC                 | Vàng | Bạc | Đồng | Tổng số |
| ------------------- | ------------------- | ---- | --- | ---- | ------- |
| 1                   | Trung Quốc          | 18   | 20  | 23   | 61      |
| 2                   | Ukraina             | 11   | 10  | 8    | 29      |
| 3                   | Canada              | 8    | 6   | 11   | 25      |
| 4                   | Pháp                | 7    | 3   | 2    | 12      |
| 5                   | Hoa Kỳ              | 6    | 11  | 3    | 20      |
| 6                   | Áo                  | 5    | 5   | 3    | 13      |
| 7                   | Đức                 | 4    | 8   | 7    | 19      |
| 8                   | Na Uy               | 4    | 2   | 1    | 7       |
| 9                   | Nhật Bản            | 4    | 1   | 2    | 7       |
| 10                  | Slovakia            | 3    | 0   | 3    | 6       |
| 11                  | Ý                   | 2    | 3   | 2    | 7       |
| 12                  | Thụy Điển           | 2    | 2   | 3    | 7       |
| 13                  | Phần Lan            | 2    | 2   | 0    | 4       |
| 14                  | Anh Quốc            | 1    | 1   | 4    | 6       |
| 15                  | New Zealand         | 1    | 1   | 2    | 4       |
| 16                  | Hà Lan              | 0    | 3   | 1    | 4       |
| 17                  | Kazakhstan          | 0    | 0   | 1    | 1       |
| 17                  | Thụy Sĩ             | 0    | 0   | 1    | 1       |
| 17                  | Úc                  | 0    | 0   | 1    | 1       |
| Tổng số (19 đơn vị) | Tổng số (19 đơn vị) | 78   | 78  | 78   | 234     |

### Quét bục huy chương
| Ngày      | Môn thể thao         | Nội dung            | Hạng thương tật          | Quốc gia   | Vàng                                            | Bạc                                                     | Đồng                                                 | Nguồn |
| --------- | -------------------- | ------------------- | ------------------------ | ---------- | ----------------------------------------------- | ------------------------------------------------------- | ---------------------------------------------------- | ----- |
| 5 tháng 3 | Hai môn phối hợp     | 6 km nam            | Khiếm thị                | Ukraina    | Vitaliy Lukyanenko Người dẫn đường: Borys Babar | Oleksandr Kazik Người dẫn đường: Serhii Kucheriavyi     | Dmytro Suiarko Người dẫn đường: Oleksandr Nikonovych | [ 5 ] |
| 7 tháng 3 | Trượt ván trên tuyết | Địa hình tốc độ nam | Khuyết tật chi trên (UL) | Trung Quốc | Yang Jian                                       | Wang Pengyao                                            | Zhu Yonggang                                         | [ 6 ] |
| 8 tháng 3 | Hai môn phối hợp     | 10 km nữ            | Đứng                     | Ukraina    | Iryna Bui                                       | Oleksandra Kononova                                     | Liudmyla Liashenko                                   | [ 7 ] |
| 8 tháng 3 | Hai môn phối hợp     | 10 km nam           | Khiếm thị                | Ukraina    | Vitaliy Lukyanenko Người dẫn đường: Borys Babar | Anatolii Kovalevskyi Người dẫn đường: Oleksandr Mukshyn | Dmytro Suiarko Người dẫn đường: Oleksandr Nikonovych | [ 8 ] |

### Sự cố
Trong buổi lễ trao huy chương của nội dung hai môn phối hợp - khiếm thị 6 km nam, hai vận động viên giành được huy chương bạc và huy chương đồng là Oleksandr Kazik và Dmytro Suiarko đã đứng nhầm vào vị trí của nhau trên bục nhận giải.